# Lotus torulosus
Lotus torulosus là một loài thực vật có hoa trong họ Đậu. Loài này được (Chiov.) Fiori miêu tả khoa học đầu tiên.